# Lewisepeira
Lewisepeira es un género de arañas araneomorfas de la familia Araneidae. Se encuentra en México, Centroamérica y las Antillas.

## Lista de especies
Según The World Spider Catalog 12.0:
- Lewisepeira boquete Levi, 1993
- Lewisepeira chichinautzin Levi, 1993
- Lewisepeira farri (Archer, 1958)
- Lewisepeira maricao Levi, 1993